# Saugrohr (Wasserbau)

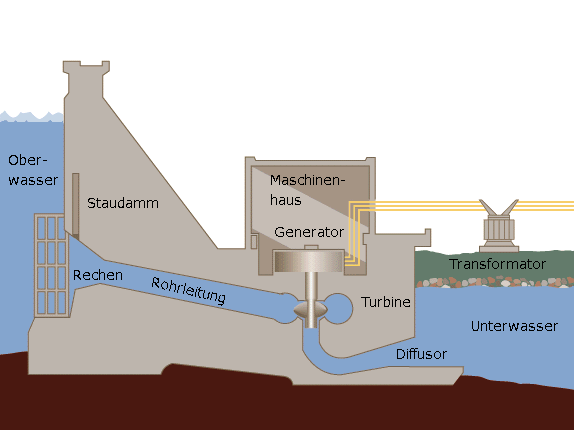
Schema eines Wasserkraftwerks. Saugrohr = Diffusor.

Als Saugrohr oder Saugschlauch wird im Wasserbau der vom Wasser stromabwärts durchflossene Bereich einer Wasserkraftanlage bezeichnet, der sich von der Turbine bis zum freien Unterwasser erstreckt. Der Begriff fußt auf der Anschauung, dass man Fluide durch „Unterdruck saugen“ kann. Dies ist jedoch nur bei in der Umgebung wirkendem Atmosphärendruck möglich.
Damit Wasser beim „Saugen“ als Flüssigkeit bestehen bleibt, darf nirgendwo in oder an seinem Volumen sein (temperaturabhängiger) Dampfdruck unterschritten werden. Sonst bilden sich durch  Kavitation und Sieden  gasförmige Blasen aus Wasserdampf. Gelöste Gase können schon bei höherem Druck ausperlen. Auch Oberflächenspannung und Siedeverzug spielen mit.
Reines, eiskaltes Wasser kann bei 1 atm = 1,01325 bar = 10,1325 m WS Umgebungsdruck etwas über 10 m hochgesaugt werden, bevor die Wassersäule „abreißt“ – und zwar oben.
Bei Auftreten eines atmosphärischen Tiefdruckgebiets kann der meteorologische Luftdruck um 14 % geringer sein, also bei 870 hPa. Die barometrische Höhenformel bewirkt, dass in 1000 m Seehöhe davon nur mehr das 0,885-Fache davon, also 770 hPa vorliegen. Der Dampfdruck von Wasser bei angenommen 20 °C beträgt 23 hPa; die nutzbare Differenz zu 770 hPa lokalem Luftdruck beträgt dann 747 hPa, was 7,47 m Wassersäule entspricht. Berücksichtigt man noch die Dichte von Wasser von 0,998 kg/dm³ bei 20 °C, ergibt sich in diesem Beispiel eine maximale Saughöhe von 7,48 m.

## Beschreibung
Das Saugrohr erfüllt in seiner Wirkung als Diffusor zwei Aufgaben:
- Ausnutzung der Höhendifferenz aus Unterwasserspiegelhöhe und der Höhe des Laufradaustritts (statische Saughöhe)
- Energierückgewinnung aus einem Teil der Geschwindigkeitshöhe des aus der Turbine austretenden Wassers, realisiert durch eine kontinuierliche Aufweitung des durchströmten Querschnittes (dynamische Saughöhe)

Insbesondere erfolgt die Anordnung eines Saugrohres bei Niederdruckanlagen und Anlagen mit schnelllaufenden Turbinen, um eine Erhöhung des Wirkungsgrades zu erreichen.
Ebenso soll durch eine allmähliche, möglichst ablösefreie Erweiterung des Querschnitts des Saugrohres die Kavitationsgefahr verringert werden.
Bedingt durch die hohe Kavitationsgefahr im Anschluss an die Turbine wird der Saugschlauch in diesem Bereich gepanzert ausgeführt. Weiters kann durch den Einsatz einer Stahlpanzerung im Krümmerbereich eine Kostenreduktion durch den Wegfall aufwändiger Schalungen erreicht werden. Einen kritischen Bereich stellt der Übergang vom gepanzerten Bauwerksteil zum aus Beton hergestellten dar.
Die Bemessung des Saugrohres bzw. Saugschlauches erfolgt einerseits anhand von Modellversuchen, andererseits unter Zuhilfenahme rechnerischer Modelle. Eine optimale Abstimmung der Komponenten Spiralgehäuse, Leitapparat, Turbine und Saugschlauch gewährleistet einen wirtschaftlichen Betrieb und vermindert die Gefahr des Auftretens von Kavitation erheblich.
Auch die Unterwasserverhältnisse und deren Rückwirkung auf die Strömung im Saugschlauch bedürfen bei der Planung besonderer Berücksichtigung.

## Arten von Saugrohren
Gerades Saugrohr
Bevorzugter Einsatz bei Turbinen mit liegender Welle wie z. B. Rohrturbinen, kreiskonische oder glockenförmige Querschnittsausbildung, leichte Krümmung im Einlauf, hoher Diffusorwirkungsgrad, erhöhte Kavitationsgefahr
Ellenbogen- oder Kniesaugrohr
Einsatz bei Maschinensätzen mit stehender Welle, Krümmung um ca. 90°, ovaler oder rechteckiger Querschnitt in einen Rechteckquerschnitt übergehend,  geringerer Diffusorwirkungsgrad, geringere Kavitationsempfindlichkeit
Erweiterungs- oder Spreizsaugrohr
zur Rückgewinnung des Austrittsdralls am Laufrad